# كريسبانو
كريسبانو، (بالإنجليزية: Crispano)‏، هي (بلدية) في مدينة نابولي متروبوليتان، في كامبريا الإيطالية، وتقع على بعد حوالي 13 كم شمال نابولي.

## السكان
في سنة 1861 بلغ عدد السكان 1٬329 نسمة، وتطور العدد ليصل في سنة 2011 لـ 12٬411 نسمة.
يظهر هذا المخطط البياني تطور النمو السكاني لـ كريسبانو